# Allzweck-Programmiersprache
Eine Allzweck-Programmiersprache (englisch General-purpose programming language, kurz GPL, auch „Mehrzweck-“ oder „Universalsprache“) ist eine Programmiersprache, die für viele Anwendungsfälle bzw. Problemstellungen einsetzbar ist. Allzweck-Programmiersprachen sind Turing-vollständig, theoretisch kann mit ihnen jedes berechenbare Problem gelöst werden. Im Gegensatz zu Allzweck-Programmiersprachen sind domänenspezifische Sprachen (DSLs) für effiziente Lösungen in speziellen Problembereichen entworfen.

## Vorteile
Mit einer Allzweck-Programmiersprache lassen sich in vielen Anwendungsbereichen Probleme lösen. Der Programmierer hat ein hohes Maß an Freiheit und kann bereits bekanntes Wissen erneut einsetzen. Außerdem besitzen Allzweck-Programmiersprachen mächtige Abstraktionsmechanismen wie Funktionen, Klassen, Module usw.

## Nachteile
Zu lösende Probleme müssen in die „komplizierte“ Welt der verwendeten Programmiersprache umgesetzt werden. Dies gestaltet sich insbesondere dann schwierig, wenn komplexe Fachgebiete einander überschneiden. So muss der Programmierer das Problem, das häufig nicht sein Fachgebiet ist, erst verstehen, bevor er es in Programmcode umsetzen kann. Das daraus entstehende Programm ist für außenstehende Programmierer meist schwer zu verstehen und erfordert mehr Einarbeitungszeit. Eine mögliche Lösung hierfür bieten domänenspezifische Sprachen.

## Beispiele
Die am häufigsten genutzten Allzweck-Programmiersprachen sind laut TIOBE-Index:
- Python
- C++
- C
- Java
- C#
- JavaScript
- Visual Basic .NET
- Go

Stand: August 2024